# Johann Heinrich Martius
Johann Heinrich Martius (* 29. März 1683 in Mittweida; † 22. September 1756 in Wittenberg) war ein deutscher Literaturwissenschaftler.

## Leben
Martius war der Sohn des gleichnamigen Pfarrers (* 3. Dezember 1642 in Hof; † 11. Januar 1710 in Mittweida) in Mittweida und dessen Frau Sabina (geb. Hubert). Er besuchte von 1698 bis 1703 die kurfürstlich sächsische Landesschule St. Afra in Meißen. Anschließend begann er seine Studien am 3. Oktober 1703 an der Universität Leipzig und erlangte dort am 9. Februar 1708 den akademischen Grad eines Magisters. Anschließend war er Hauslehrer diverser Adliger, 1711 wurde er unter die theologischen Kandidaten aufgenommen und wirkte ab dem 28. Mai 1722 als Rektor der Bildungseinrichtung der Landesschule St. Afra. Am 17. September 1735 wurde er als Professor der Dichtkunst an die Universität Wittenberg berufen, welches er, nachdem er sich am 18. Oktober in die Matrikel eingeschrieben hatte, am 25. Oktober als Adjunkt an die philosophische Fakultät aufgenommen und am 5. November desselben Jahres antrat.
Martius stand unter dem Einfluss der Bestrebungen des Leipziger Johann Christoph Gottsched, über dessen Lehrbücher „Versuch einer kritischen Dichtkunst“ (Leipzig 1730) und „Grundriss zu einer vernünftigen Redekunst“ (Hannover 1729) er Vorlesungen hielt. Zudem behandelten seine Vorlesungen die europäische Zeitgeschichte aus öffentlichen Berichten in Zeitungskollegien. Die Professur für Dichtkunst bekleidete er bis zu seinem Lebensende. Martius war einige Male Dekan der philosophischen Fakultät der Wittenberger Hochschule und wurde in den Stand eines kaiserlichen Hofpfalzgrafen erhoben.
Martius ar zwei Mal verheiratet. Seine erste Ehe schloss er am 24. November 1722 mit Dorothea Sophia Gerhold, der Tochter des  Zerbster Vizekanzlers und Konsistorialrats Karl Friedrich Gerhold. Seine zweite Ehe ging er am 15. September 1733 in Leipzig mit Elisabeth Wilhelmina Langguth ein. Aus den Ehen sollen zwei Söhne und zwei Töchter stammen.

## Werke (Auswahl)
- Disputatio historico-philologica de praecipuis iisdemque antiquioribus literarum statoribus ac maecenatibus. (Resp. Sigismund Fritzsch) Eichsfeld, Wittenberg 1736. (Digitalisat)
- De poetis, morum magistris, mentem exponit suam. Wittenberg 1736. (Digitalisat)
- Das hier Schmerztlich-bethränte/ Dort aber Himmlisch-gekrönte Chur-Haupt des ... Hn. Johann Georgen/ des Andern/ Hertzogen zu Sachsen ... und Churfürstens .... Becker, Freyberg 1680. (Digitalisat)